# سيفيات الذيل النظيرة
سيفيات الذيل النظيرة (الاسم العلمي:†Synziphosurina) هي مجموعة شبه عرقية منقرضة من المفصليات كلابية القرون التي كان يعتقد أنها سلاطعين حدوة الحصان قاعدية (سيفيات الذيل). تم تحديدها لاحقًا على أنها مجموعة تصنيفية مكونة من أجناس مختلفة من كلابيات القرون الحقيقية القاعدية، وتم استبعادها في النهاية من سيفيات الذيل أحادية النمط (بالمعنى الدقيق) وتعتبر فقط كسرطان حدوة الحصان بالمعنى الأوسع ( «سيفيات الذيل» بالمعنى الأوسع).
نجت سيفيات الذيل النظيرة على الأقل منذ أوائل العصر الأوردوفيشي إلى عصر المسيسيبي، ولكن معظم الأنواع اكتشفت في الطبقات السيلورية.